# Serafim (Domnin)
Serafim (světským jménem: Sergej Viktorovič Domnin; * 25. září 1975, Kamenka) je ruský duchovní Ruské pravoslavné církve a metropolita penzenský a nižnělomovský.

## Život
Narodil se 25. září 1975 v Kamence.
Po střední škole nastoupil na Saratovský duchovní seminář. Dne 27. července 1997 jej arcibiskup Serafim (Tichonov) rukopoložil na diákona a 11. září na jereje.
Dne 20. října 1997 se stal klerikem chrámu Zesnutí přesvaté Bohorodice v Penze a 11. června 1998 byl ustanoven ključarem tohoto chrámu.
Dne 2. dubna 1999 byl postřižen na monacha se jménem Serafim na počest svatého Serafima (Čičagova).
Roku 2000 dokončil seminář a stal se inspektorem Penzenského duchovního učiliště.
V letech 2001–2002 sloužil jako starší duchovní Pokrovského chrámu v Penze, a v letech 2002–2005 jako blagočinný chrámu svatého Innokentija Irkutského.
Od roku 2004 byl představeným chrámu svatého Demetria v Kamence. Následující rok nastoupil na Pravoslavnou humanitní univerzitu svatého Tichona.
Roku 2006 byl na Velikonoce povýšen na igumena.
Dne 1. června 2007 byl jmenován sekretářem pro záležitosti eparchie a roku 2008 představeným chrámu Nanebevstoupení Páně v Zarečném.
V letech 2009–2010 byl rektorem duchovního učiliště. Roku 2010 bylo učiliště přeměněno na Penzenský duchovní seminář, jehož prorektorem se stal igumen Serafim. Stejného roku mu bylo uděleno právo nosit epigonation.
Dne 26. července 2012 jej Svatý synod zvolil biskupem kuzněckým a nikolským. Dne 14. srpna byl povýšen archimandritu a 31. srpna byl oficiálně jmenován biskupem.
Dne 12. září 2012 proběhla jeho biskupská chirotonie. Hlavním světitelem byl patriarcha moskevský a celé Rusi Kirill.
Dne 25. prosince 2013 byl ustanoven biskupem penzenským a nižnělomovským, hlavou penzenské metropole.
Dne 1. února 2014 byl v chrámu Krista Spasitele v Moskvě povýšen na metropolitu.
Dne 30. května 2014 byl ustanoven rektorem Penzenského duchovního semináře.